# Echidnacaris briggsi
Echhidnacaris briggsi (лат.) — вымерший вид морских членистоногих из отряда радиодонтов (Radiodonta) класса динокарид (Dinocarida), известный из формации Эму-бей в Австралии, сформировавшейся в кембрийский период (ярус 4). Изначально описан как вид аномалокариса (Anomalocaris), в 2023 году выделен в род Echidnacaris. Животное имеет весьма отдалённое отношение к настоящему аномалокарису и рассматривается внутри семейства Tamisiocarididae.

## Описание

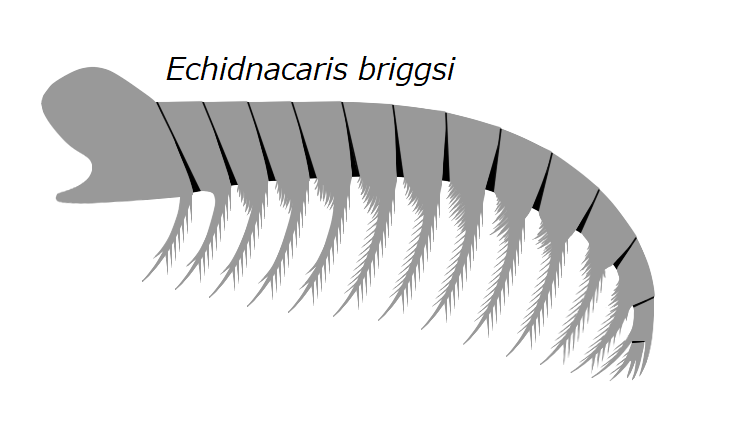
Передний придаток Echidnacaris briggsi

Известен прежде всего по своим лобным придаткам. Лобные придатки достигали в длину 87-175 мм и состояли из 14 сегментов. У первых нескольких из них высота превышает ширину и имеются от 2 до 12 вентральных шипов с многочисленными вспомогательными шипами. Как и другие Tamisiocarididae, E. briggsi с большой вероятностью был фильтратором, ловившим мелкую добычу при помощи передних придатков. Изолированные глаза, относимые к данному виду, позволяют предположить, что они не имели стебельков, прикреплялись непосредственно к голове и находились в окружении склеротиновых структур. Также были найдены хорошо сохранившиеся сложные глаза, в коих было по 13000 омматидиев, каждый по 3 см. Отдельные омматидии большие, некоторые из них превышают 335 мкм в диаметре. Такие крупные сложные глаза были нужны, вероятно, для хорошего зрения в условиях малой освещённости. Ротовой конус трёхлучевой формы с тремя крупными пластинками, усеянными многочисленными бугорками.